# Forêt rare du Ruisseau-à-l'Eau-Claire
La forêt rare du Ruisseau-à-l'Eau-Claire est un écosystème forestier exceptionnel du Québec (Canada) située dans le territoire non-organisé de Picard.
Cette forêt de 12,5 hectares a pour mission de protéger une frênaie noire à orme d'Amérique, la présence de ce type de forêt à l'est de la rivière Chaudière est rarissime.

## Histoire
Le site a été désigné écosystème forestier exceptionnel en 2009.

## Toponymie
La forêt rare du Ruisseau-à-l'Eau-Claire reprends le toponyme du ruisseau à l'Eau qui coule à proximité. L'origine du nom du lac est quant à elle inconnue auprès de la Commission de toponymie.

## Flore
Le couvert forestier est ouvert et plutôt hétérogène, on retrouve une constance au niveau de la présence de frêne noire et d'orme d'Amérique, par contre sa densité est variable. Les ormes sont présents dans toutes les strates ligneuses et ont été épargnés de la graphiose de l'orme qui a raréfier cette espèce dans la province depuis 1930.
Le couvert forestier est complété par la présence de bouleau à papier, de peuplier baumier, de thuya occidental, de sapin baumier et de bouleau jaune.
Dans le sous-bois, on note entre autres la présence d'érable à épis, de noisetier à long bec, de viorne comestible, de ronce pubescente, de fougères et de fougère-à-l'autruche.